# Čarodějův učeň (Goethe)
Čarodějův učeň (německy Der Zauberlehrling) je balada německého básníka Johanna Wolfganga Goetha napsaná roku 1797. Vznikla v rámci spolupráce a přátelského soutěžení s Friedrichem Schillerem jejímž cílem bylo vytvořit nový styl pro žánr umělé balady. Rok 1797 bývá proto v dějinách německé literatury označován jako Balladenjahr (Rok balad). V tomto roce byly během několika měsíců napsány mnohé z nejznámějších Goethových a Schillerových balad, jako například právě Goethův Čarodějův učeň nebo Schillerův Polykratův prsten. Balada byla poprvé publikována v Almanachu Múz pro rok 1798 (Musen-Almanach für das Jahr 1798) a patří k nejznámějším Goethovým básním.

## Charakteristika balady
Námět pro baladu objevil Goethe v německém překladu díla řeckého satirika Lúkiana Filopseudés (Milovník lží), který vytvořil
Christoph Martin Wieland pod názvem Der Lügenfreund.
V baladě Goethe vyjádřil svou skepsi vůči snaze o autonomii chování, která charakterizovala období Sturm und Drang. Pokus bouřit se proti vládě učitele (pána) a jednat nezávisle, vede k chaosu, protože učedníci vykazují velké neznalosti. Situaci zachraňuje pouze návrat k původnímu řádu a autoritě.  Z tohoto hlediska je Čarodějův učeň podobenstvím o rizicích spojených se vzděláním, vládou a prací člověka.
Balada se skládá ze čtrnácti slok rozdělených do sedmi hlavních a sedmi ve formě jakéhosi refrénu ke každé hlavní sloce. Každá hlavní sloka má osm veršů se schématem abab cdcd, první čtyři verše ve čtyřstopém trocheji a další čtyři v trojstopém trocheji. Refrénová sloka má šest veršů se schématem effgeg, první čtyři ve dvoustopém trocheji a další dva ve čtyřstopém trocheji. Goethe záměrně dodržuje tuto monotónnost a spolu s dalšími poetickými prostředky stylizuje baladu do tónu lidové poezie.

## Obsah balady

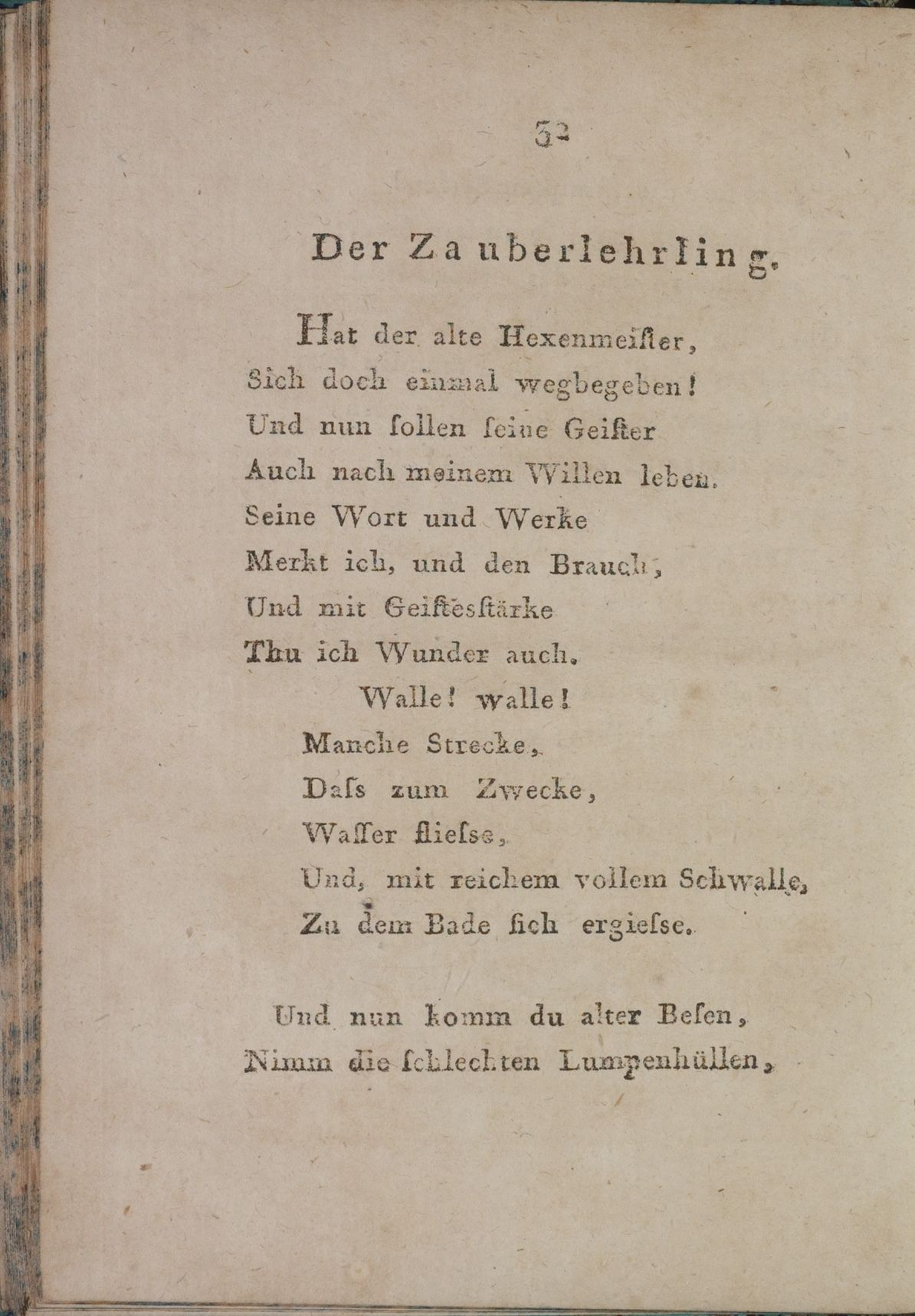
Začátek balady v Almanachu Múz pro rok 1798 (Musen-Almanach für das Jahr 1798)

Čarodějův učeň si chce ulehčit práci. Využívá příležitosti, že jeho mistr opustil dům a nechává kouzlem oživnout koště, které použije na nošení vody z řeky.
Že ten čarodějník starý
vytáh jednou paty přece!
A teď budou jeho čáry 
taky po mém roztáčet se.
Jeho řeč a díla
znám já doslova,
vždyť i ve mně síla
divotvorcova!
Krokem, skokem
pospěš k brodu,
dones vodu,
ať se valí,
aby proudy valným tokem
do lázně se vylévaly.
Zpočátku je učeň hrdý na své dovednosti, ale brzy zjistí, že se mu situace vymyká z rukou. Když už je totiž vody dost, nedokáže si vzpomenout, jak kouzlo zrušit. V zoufalství rozsekne koště sekerou na dvě části, ale k jeho zděšení každá z nich pokračuje v nošení vody, která nyní přibývá dvojnásobnou rychlostí. Při tomto zvýšeném tempu se celá místnost rychle začne zaplavovat. Když už v domě dochází k potopě, volá učedník mistra o pomoc. Mistr se naštěstí vrátí domů a koště zastaví. Báseň končí výrokem starého čaroděje, že pouze mistr by měl vzývat mocné duchy
A jak běží! Mokro v sále,
po schodech je vlna hnána.
Ach, té spousty neskonalé!
Volám mistra, volám pána.
Dál bych neodolal!
Přišels, pane? Slyš!
Duchů, jež jsem volal,
nezbavím se již.
 „Ke zdi, hola,
koště, koště!
Zas jen chvoště!
Pro své čáry
beze škody si vás volá
jen váš pán, váš mistr starý.“
Voláni čarodějova učně o pomoc slovy Duchů, jež jsem volal, nezbavím se již. (Die ich rief, die Geister werd ich nun nicht los.) se dnes v německy mluvících zemích často používá jako topos (myšlenkové a výrazové schéma sdílené určitou kulturní oblastí v různých historických epochách), když se začínající vývoj vymkne kontrole a jeho původce již nelze zastavit.

## Adaptace

### Hudba
- Roku 1832 zhudebnil baladu společně s básněmi Hochzeitslied (Svatební píseň) a Die wandelnde Glocke (Putující zvon) německý skladatel Carl Loewe.[8]
- Roku 1897 složil francouzský skladatel Paul Dukas symfonickou báseň L'Apprenti sorcier (Čarodějův učeň).[9]
- Roku 1978 zhudebnil baladu německý hudebník, skladatel a hudební producent Achim Reichel ve svém albu Regenballade.[10]
- Roku 1999 se v albu Rosebud: Songs of Goethe and Nietzsche německé metalové kapely Tanzwut objevila píseň Zauberlehrling.[11]
- Roku 2009 vytvořil Michael Wempner text pro muzikál Der Zauberlehrling s hudbou Heike Wagnerové a do tohoto díla zaintegroval Goethovu baladu.[12]

### Výtvarné umění

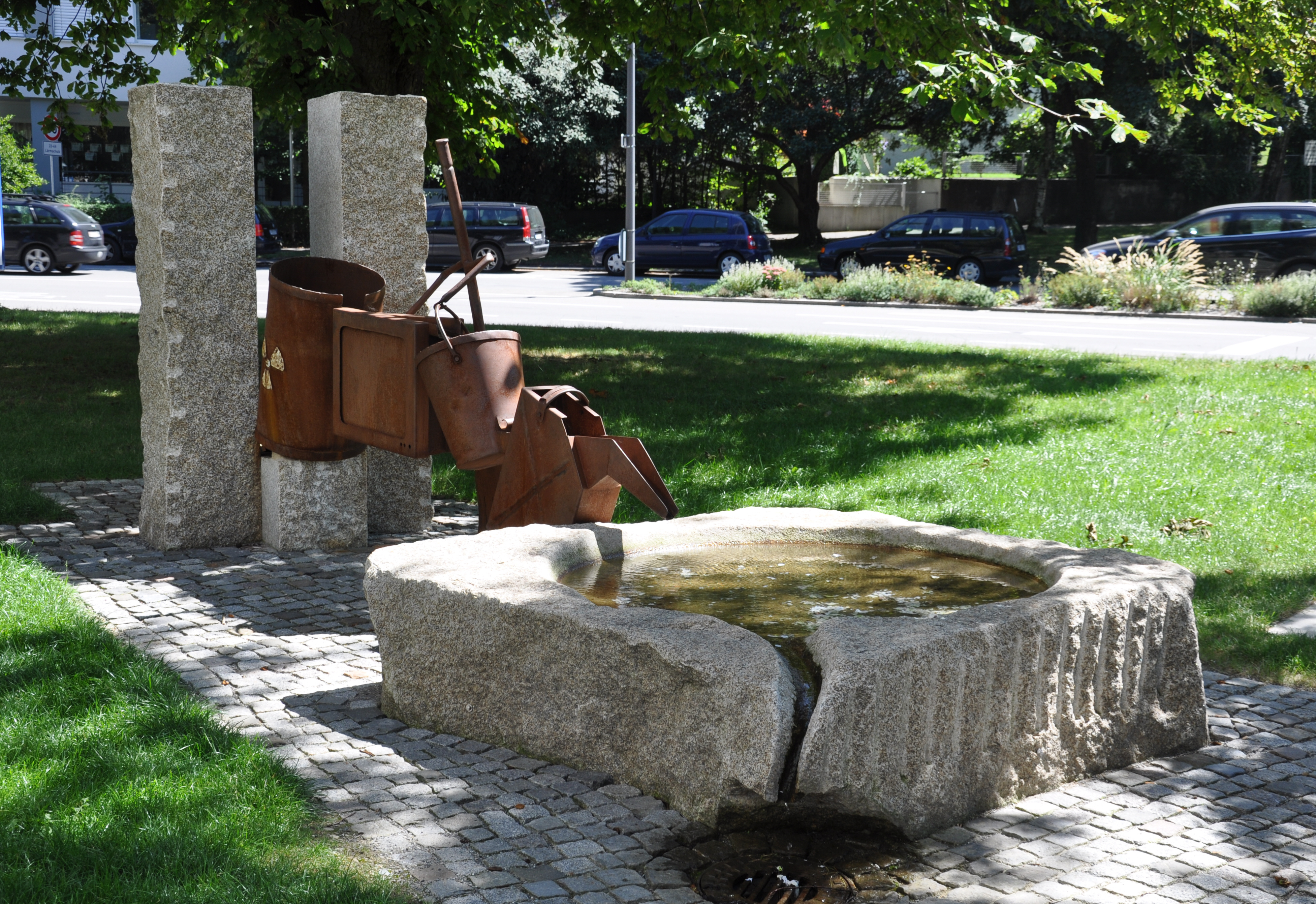
Zauberlehrling Brunnen v Ravensburgu.

- Roku 1924 vytvořil německý sochař a grafik Ernst Barlach dvě litografie Der Zauberlehrling I – Beschwörung (Čarodějův učeň I –Zaklínání) a II – Die Wasserflut (II – Potopa).[13]
- Roku 2011 vytvořil německý sochař Herbert Leichtle společně s uměleckým kovářem Johannesem Eichlerem v Ravensburgu kašnu s názvem Zauberlehrling Brunnen.[14]

### Film
- Fantasia (1940, Fantazie), americký hudební animovaný film z dílny Walta Disneyho. Skládá se z osmi animovaných částí zasazených do skladeb klasické hudby pod taktovkou Leopolda Stokowského. Jednou z částí je The Sorcerer's Apprentice (Čarodějův učeň) s hudbou Paula Dukase, kde učně představuje Mickey Mouse.[15]
- The Sorcerer's Apprentice (1955, Čarodějův učeň), britský krátký film, režie Michael Powell.
- Der Zauberlehrling (2010, Čarodějův učeň), německý krátký film, režie  Kerstin Höckel.
- Der Zauberlehrling (2017, Čarodějův učeň), německý film inspirovaný Goethovou baladou, režie Frank Stoye.[16]

## České překlady
První český překlad balady vytvořil Josef Jungmann a zahrnul jej roku 1820 do své knihy Slowesnost, aneb, Zbjrka přjkladů s krátkým pogednánjm o slohu. Roku 1879 vydal svůj překlad balady Ladislav Quis v Balladách Göthových. a roku 1899 Jan Evangelista Nečas v Goetheho vybraných básních. Baladu přeložil rovněž Jaroslav Vrchlický
Mezi další překladatele se řadí Alfred Fuchs (roku 1912), Jan Kamenář (roku 1914), Otokar Fischer (roku 1931) a Otto František Babler (roku 1932).